# Тулангбаванг (держава)
Тулангбаванг — ранньосередньовічна індуїзована держава, що панувала на півдні острова Суматра. 686 року була підкорена імперією Шривіджая.

## Історія
Відомостей про неї обмаль. Власне назва держави умовна, утворена істориками між відповідної сучасної території Вважається однією з ранніх державних утворень півдня Суматри. Припускають[хто?], що її заснували переселенці з Індостану, які принесли свою мову та систему державного управління. У протистоянні з іншою державою Кантолі здобуло перемогу, розділивши її володіння з Мелаю. 
Припускають[хто?], що саме китайський чернець Фасянь, проходячи протокою між Суматрою і Явою 413 року вперше згадав про цю державу. У «Книзі історії династії Лян» йдеться про те, що у періоді між 430—475 роками посланці з Тулангбаванга кілька разів прибували до китайського імператора. У записах китайського мандрівника Їцзіна держава згадується під назвою То-Ланг По-Хванг. Першим відомим правителем був Мелану (Меланоу), який панував у 2-й пол. VI ст. Надалі Тулангбаванг протистояла державі Шривіджая, від якої зрештою 686 року зазнала поразки й припинила існування.

## Територія
Вважається, що кордони приблизно відповідали межам регентства Тулангбаванг сучасної провінції Лампунг.

## Устрій
На чолі стояв раджа або магараджа, повноваження якого достеменно невідомі. Через брак історичних джерел столицю Тулангбаванг досі неможливо точно визначити. Втім дослідник Дж. В. Наардінг припускає, що була у верхів'ях річки Тулангбаванг, десь на відстані 20 км від міста Менґала.

## Вірування
Основу становила своєрідна синкретична релігія з шиваїзму та буддизму.